# Louis Heusghem
Louis Heusghem (Ransart, Charleroi, 26 de desembre de 1882 - Montigny-le-Tilleul, 26 d'agost de 1939), va ser un ciclista belga que va córrer entre 1911 i1922. Era germà dels també ciclistes Hector Heusghem i Pierre-Joseph Heusghem.
Els seus èxits més importants foren dues etapes al Tour de França i una París-Tours de 1912.

## Palmarès
- 1912
  - 1r a la París-Tours
  - Vencedor d'una etapa al Tour de França
- 1920
  - Vencedor d'una etapa al Tour de França

### Resultats al Tour de França
- 1911. 5è de la classificació general
- 1912. 11è de la classificació general i vencedor d'una etapa
- 1913. Abandona (7a etapa)
- 1914. 10è de la classificació general
- 1920. 6è de la classificació general i vencedor d'una etapa
- 1921. Abandona (2a etapa)
- 1922. 19è de la classificació general